# 카카오프렌즈
카카오프렌즈(영어: Kakao Friends)는 카카오가 2012년 11월 출시한 카카오톡 이모티콘 기반 캐릭터들이다. 캐릭터 일러스트레이터는 호조(HOZO)와 라이언을 디자인한 천혜림이다. 현재는 카카오커머스가 카카오프렌즈 캐릭터의 저작권을 가지고 관련 사업을 운영하고 있다.

## 캐릭터
카카오프렌즈 캐릭터는 2012년 7월 경 아이디어 회의가 시작된 후, 약 두 달에 거쳐 개발되었다. 카카오프렌즈 관련 매니저는 카카오톡이라는 메신저 서비스를 대중에게 쉽고 재미있게 다가가기 위하여 이러한 캐릭터들을 만들었다고 밝혔다.
|  | 무지 (MUZI)      | 호기심 많은 장난꾸러기 무지는 토끼 옷을 입은 단무지라는 설정을 지니고 있다. 작가 호조(HOZO)는 카카오톡의 상징색인 노란색을 대표할 캐릭터를 생각하다가 단무지를 떠올렸다고 말했다. |
|  | 콘 (CON)         | 작은 악어처럼 생긴 콘은 무지를 키워낸 존재이다. 작가 호조(HOZO)는 콘은 비밀이 많은 캐릭터로 항상 옆모습만 보여준다고 밝혔다. 콘은 악어 종류의 하나인 '크로커다일' 과 작다는 의미의 '콩알' 을 조합해 붙인 이름이다. 현재는 복숭아가 키우고 싶어 어피치를 쫒아 다닌다.                                                                                |
|  | 어피치 (APEACH)  | 유전자 변형으로 자웅동주가 된 것을 알고 복숭아나무에서 탈출하였다는 설정을 지닌 장난꾸러기 어피치는 성격이 급하고 과격하다. |
|  | 제이지 (Jay-G)   | 제이지는 땅 속 나라 요원으로 토끼 간을 찾기 위해 파견된 두더지 캐릭터이다. 토끼 간을 구하기 위해 무지의 뒤를 쫓고 있다는 특징이 있다. 이름은 미국의 힙합 뮤지션인 제이지를 동경해 스스로 제이지로 개명했다는 설정을 지니고 있다. |
|  | 프로도 (FRODO)   | 부잣집 도시 개 프로도는 잡종이라 태생에 대한 콤플렉스가 많다는 설정을 지니고 있다. 회사 측은 프로도라는 이름은 처음에 회사 내의 한 직원의 호칭에서 따 왔으며, 미키 마우스의 애완견 캐릭터 플루토와 발음이 비슷하며 세계 어디에서나 부르기 쉬운 이름이라 최종 결정했다고 밝혔다. 네오와 연애중이다. 네오를 위해선 프랑스를 갈정도로 네오를 좋아한다. |
|  | 네오 (NEO)       | 새침하고 사나운 고양이 네오는 특유의 단발머리가 가발이라는 점과 강아지 캐릭터 프로도와 연인 사이라는 설정을 지니고 있다. |
|  | 튜브 (TUBE)      | 튜브는 겁이 많은 소심한 오리 캐릭터로 극도로 화가 나거나,극도로 겁을 먹으면 초록색의 미친 오리로 변신한다. |
|  | 라이언 (RYAN)    | 갈기가 없는 수사자이다. 큰 덩치와 무뚝뚝한 표정으로 오해를 많이 사지만 사실 누구보다 여리고 섬세한 감성을 가지고 있는, 카카오프렌즈의 믿음직스러운 조언자. 둥둥섬 왕위 계승자였으나, 자유로운 삶을 동경해 탈출했다. 생각이 깊다. 꼬리가 짧고 갈기가 없어서 곰으로 오해하기도 하는데, 그것이 콤플렉스이다.                                           |
|  | 춘식 (CHOON-SIK) | 라이언이 키우는 고양이, 호기심이 많으며, 2020년에 추가되었다. 고구마를 가장 좋아한다. |

## 캐릭터 상품
카카오프렌즈의 캐릭터 상품은 주로 키덜트 문화 관련 시장에서 성장세를 보였기 때문에 카카오프렌즈 업계 관계자는 이러한 부분에 주목하여 캐릭터 상품을 만들어 나갈 것이라고 했다. 2014년 4월 신촌을 시작으로 대구와 부산 등 전국 주요 대도시의 백화점에 팝업스토어 형태로 매장을 개설하기 시작했고, 몇 매장은 정규 매장으로 편성되었다. 카카오 프렌즈 캐릭터는 매장에서 판매되는 캐릭터 상품 이외에도 다른 분야에서도 타 회사와 함께 콜라보레이션하여 활용되고 있다.

### 유통
2014년 7월, 다음카카오는 삼립식품과 제휴하여 '샤니 카카오프렌즈 빵' 4종을 출시하였다. 초기 4종에는 스티커 형태의 카카오 프렌즈 띠부띠부씰 130여종이 들어 있었다. 2015년 2월에는 LG생활건강과 협업하여 치약에 카카오프렌즈 캐릭터를 입힌 제품을 출시하였다. 업계 관계자는 자사의 어린이용 제품에 캐릭터를 입힌 적은 있었지만 성인용 제품에 캐릭터를 입힌 것은 첫 시도라고 밝혔다.

### 식품
2015년 5월, 버거킹은 카카오프렌즈 측과 협업하여 매장에서 일정 금액 이상 주문 시, 추가금을 내면 카카오프렌즈 인형을 제공하는 행사를 벌였다. 배스킨라빈스에서는 어피치와 무지의 얼굴을 형상화한 아이스크림 케이크를 판매하기도 하였다.

### 게임
가벼운 캐주얼 게임 위주로 출시하고 있다. 2015년 8월 다음카카오는 카카오프렌즈 캐릭터를 활용한 첫번째 모바일 게임인 '프렌즈팝'을 출시하였고, 이듬해인 2016년 5월 후속작인 '프렌즈런'을 출시하였다. 두 게임 모두 구글 플레이 매출 순위 10위권 안에 들어 흥행에 성공하였다는 평가를 받았다.그리고 2018년 프렌즈 로얄을 출시 하였다. 그 이외에도 프렌즈팝콘, 프렌즈타운, 프렌즈마블, 프렌즈레이싱 등 여러 가지 게임이 있다.

### 금융
2014년 11월, 다음카카오는 우리은행 및 하나은행과 협업하여 뱅크월렛카카오 전용 충전계좌이자 카카오프렌즈 캐릭터가 그려진 통장인 '뱅크월렛카카오통장'을 출시했다. 2015년 6월에는 하나카드와 제휴하여 카카오 프렌즈 캐릭터를 이용한 카카오페이 전용 체크카드를 출시하였다. 2017년 7월 카카오뱅크가 영업을 시작하면서 카카오프렌즈 캐릭터 라이언, 어피치, 콘, 무지가 들어간 체크카드를 출시하였다. 2018년 카카오페이는 카카오프렌즈 캐릭터 라이언이 들어간 "카카오페이카드"를 출시하였다. 카카오페이카드는 일반형과 대한항공 마일리지 적립 되는 스카이패스형이 있다.

### 책
《GOGO 카카오프렌즈》는 퍼즐을 찾아서 역사를 보호하는 카카오프렌즈의 모험이다. 이프와 11권부터 등장하는 이프의 쌍둥이 , 이브라는 악당이 퍼즐로 역사를 바꾸는 것을 막는다.

## 같이 보기
- 카카오톡
- 라인프렌즈
- 메이프렌즈
- 어밴드브이
- 니니즈

## 논란
다음카카오가 카카오프렌즈의 저작권을 모두 소유한 상태여서 캐릭터 일러스트레이터가 카카오프렌즈 캐릭터 상품의 판매 수익을 얻지 못하는 구조를 보고, 일각에서는 제 2의 구름빵 사건이 아니냐며 비판의 목소리를 제기했다. 다만, 다음카카오 관계자는 처음 호조(HOZO) 작가와 계약할 당시 다음카카오가 저작권을 모두 갖는 것으로 계약했기 때문에, 카카오톡 이모티콘 수익을 나누긴 하지만 카카오프렌즈와 관련한 사업에서 작가에 별도 비용을 지불하지는 않는다고 밝혔고, 작가 역시 이 문제와 관련하여 논란이 일어나기를 피하는 입장이라고 밝혔다.
하지만 2016년 기사에 따르면, 카카오프렌즈 활용을 통한 수입을 별도로 지불하지 않는 조건으로 계약을 했지만 추가적인 보상이 이루어졌음을 알 수 있다. 캐릭터 디자이너 호조(HOZO)는 인터뷰를 통해 "카톡 캐릭터 덕분에 노후 걱정을 한번에 덜었다"라고 이야기 했으며 "외부에서 많은 분들이 저를 굉장히 측은하게 생각하시는데 실제로 그렇게 측은하지 않다"라는 말을 전하기도 했다.